# Horst A. Wessel
Horst A. Wessel (* 12. April 1943 in Bonn) ist ein deutscher Historiker und Unternehmensarchivar. Er war von 1983 bis 2008 Leiter des Mannesmann-Archivs.

## Leben
Horst Wessel studierte Germanistik, Geschichte und Wirtschaftsgeschichte an der Universität Bonn. Als Assistent von Hans Pohl war er an der Gründung der Gesellschaft für Unternehmensgeschichte beteiligt und wurde 1976 deren erster Geschäftsführer (bis 1983). Während dieser Zeit promovierte er mit einer Arbeit über die Entwicklung des elektrischen Nachrichtenwesens in Deutschland und war verantwortlicher Herausgeber der Zeitschrift für Unternehmensgeschichte.
Die Elektrotechnik stellte seitdem einen seiner Forschungsschwerpunkte dar. Dies führte dazu, dass er ab 1984 die Kolloquien des VDE-Ausschusses „Geschichte der Elektrotechnik“ organisierte und von 1995 bis 2007 den Vorsitz in diesem Ausschuss innehatte.
1983 wechselte Wessel zum Konzernarchiv der Mannesmann AG in Düsseldorf, dessen Leitung er von seinem Vorgänger Lutz Hatzfeld übernahm und das er bis zum Eintritt in den Ruhestand (2008) leitete.
Wessel war Vorsitzender der Vereinigung deutscher Wirtschaftsarchivare (1985–1992), außerplanmäßiger Professor an der Universität Düsseldorf (seit 2001) und hatte Lehraufträge an den Universitäten Düsseldorf und Erlangen. 2008 wurde ihm für besondere Verdienste um die Geschichte der Elektrotechnik die Karl-Joachim-Euler-Medaille verliehen. Von 1997 bis 2013 war er Vorsitzender des Vereins „Alter Münstereifeler“, seit 2013 Ehrenvorsitzender. Er war von 2001 bis 2011 Vorsitzender des Düsseldorfer Geschichtsvereins und gehört zu den Autoren des von den Stadtarchivaren Clemens von Looz-Corswarem und Benedikt Mauer 2012 herausgegebenen enzyklopädischen Nachschlagewerks Das große Düsseldorf-Lexikon. Von 1995 bis 2003 war er Mitglied des wissenschaftlichen Beirats der Gesellschaft für Unternehmensgeschichte, 2006 gründete er den Förderverein „MannesmannHaus e. V.“, dessen Vorsitzender er bis zu dessen Auflösung Ende 2023 war.

## Schriften (Auswahl)
Als Autor
- Die Entwicklung des elektrischen Nachrichtenwesens in Deutschland und die rheinische Industrie. Von den Anfängen bis zum Ausbruch des Ersten Weltkrieges. Steiner, Wiesbaden 1983 (Dissertation, Universität Bonn, 1979).
- Kontinuität im Wandel. 100 Jahre Mannesmann 1890–1990. Mannesmann, [Düsseldorf] [1990].
- Die Geschichte des Rades. Ein gutes Stück Kronprinz 1897–1997. Kronprinz AG, [Solingen] [1997].
- Mit Engagement und Kompetenz für eine runde Sache: Die Geschichte der Mannesmannröhren-Werke-GmbH, ein Unternehmen der Salzgitter Gruppe 1846–2005. Salzgitter AG, [Mülheim an der Ruhr] 2005.
- mit Kornelia Rennert: Das Röhrenwerk Mülheim: Mannesmannröhren-Werke. Sutton, Erfurt 2005.
- Erfolgreich unter verschiedenen Flaggen: Die Geschichte des Mannesmannröhren-Werkes in Bous/Saar und seiner Stahlwerke 1886–1998. Klartext, Essen 2007.
- Stahl und Technologie. Die Geschichte der Salzgitter AG 1858–2008. Salzgitter AG, Salzgitter 2008.

Als Herausgeber
- Tagungsbände des Ausschusses „Geschichte der Elektrotechnik“ des Verbands der Elektrotechnik, Elektronik und Informationstechnik (VDE) 1986–2008.
- Thyssen & Co. Mülheim a.d. Ruhr. Die Geschichte einer Familie und ihrer Unternehmung. Steiner, Stuttgart 1991.
- Mülheimer Unternehmer und Pioniere im 19. und 20. Jahrhundert: flexibel – kreativ – innovativ. Klartext, Essen 2012.
- Die Geburtsstätte des nahtlos gewalzten Stahlrohres. Das Mannesmannröhren-Werk in Remscheid, die Erfinder und die Mechanische Werkstatt. Geschichte und Geschichten. Klartext, Essen 2012.
- mit Susanne Hilger (Hrsg.): Unternehmen im Wettbewerb. Gedenkschrift für Wilfried Feldenkirchen (1947–2010), Steiner, Stuttgart 2020 (= Beiträge zur Unternehmensgeschichte. Bd. 36), ISBN 978-3-515-12504-8.